# Clossiana neston
Clossiana neston är en fjärilsart som beskrevs av Hans Fruhstorfer 1922. Clossiana neston ingår i släktet Clossiana och familjen praktfjärilar. Inga underarter finns listade i Catalogue of Life.